# Кастильоне-дель-Дженовези
Кастильйоне-дель-Дженовези (итал. Castiglione del Genovesi) — коммуна в Италии, располагается в регионе Кампания, в провинции Салерно.
Население составляет 1299 человек (2008 г.), плотность населения составляет 127 чел./км². Занимает площадь 10 км². Почтовый индекс — 84090. Телефонный код — 089.
Покровителем коммуны почитается святой архангел Михаил, празднование 29 сентября.

## Демография
Динамика населения:

## Администрация коммуны
- Официальный сайт: http://www.comune.castiglionedelgenovesi.sa.it/ Архивная копия от 18 июня 2010 на Wayback Machine